# IJsdam

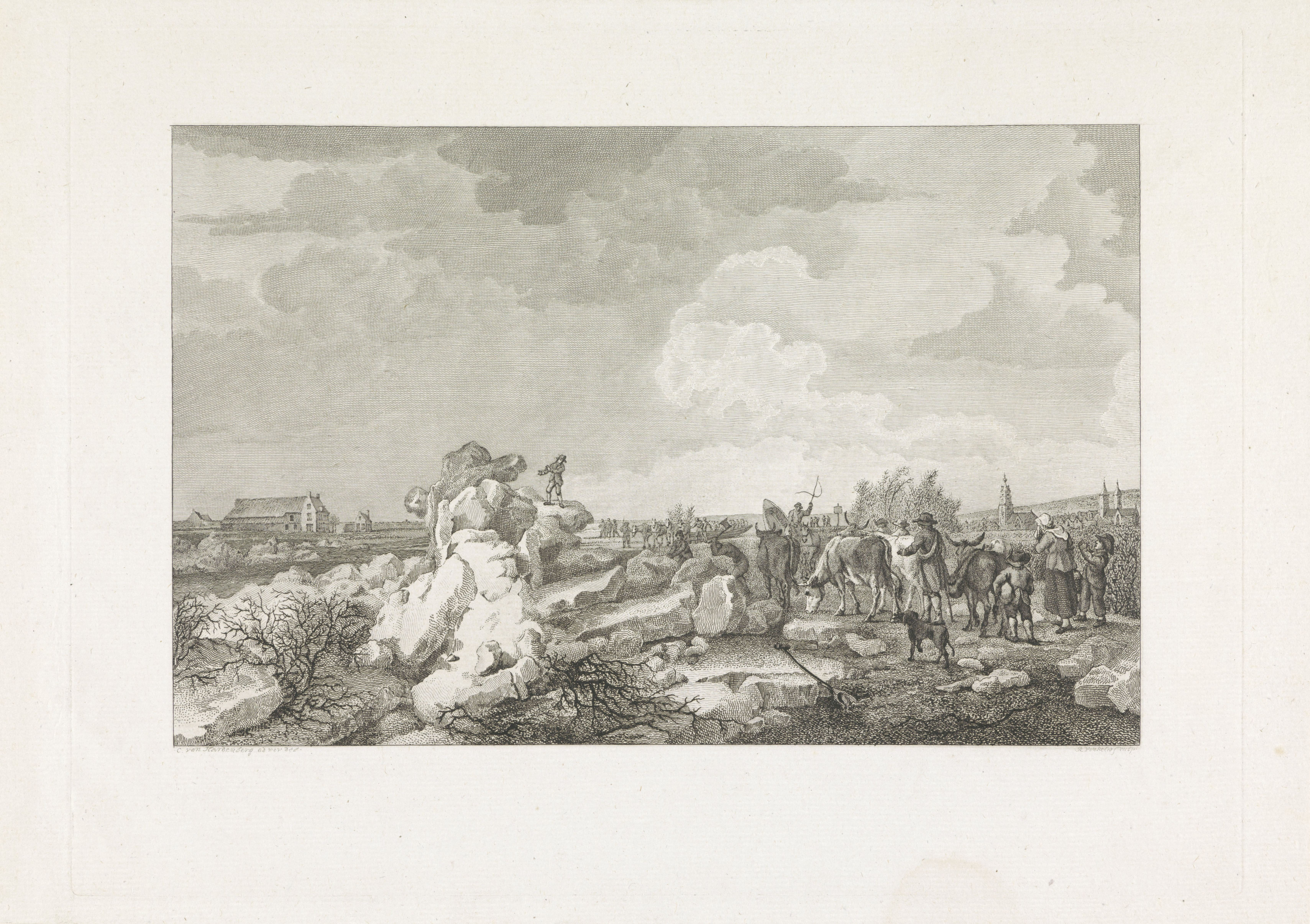
IJsdam tussen Arnhem en Westervoort in 1809

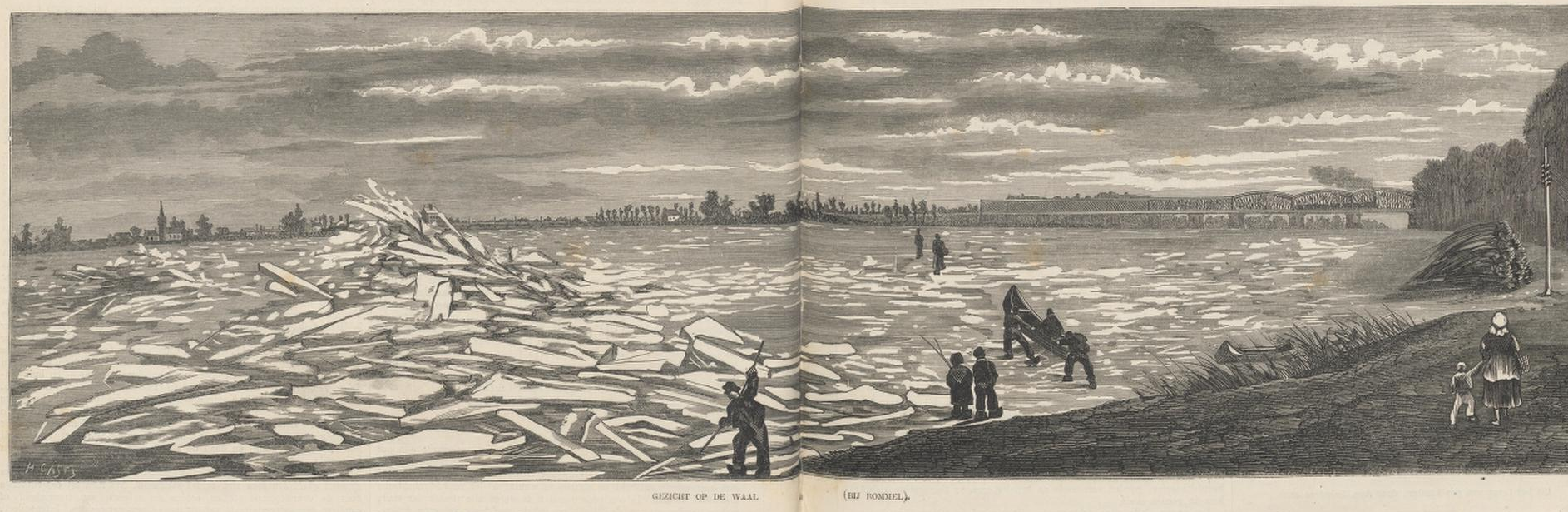
IJsdam bij Zaltbommel, 1861

Een ijsdam is een dam van ijsschotsen in een rivier, die ontstaat bij het invallen van de dooi door een opeenstapeling van deze ijsschotsen. IJsdammen leiden tot een verhoging van de waterstand, en vaak tot doorbraak van de rivierdijken. Er ontstaan ook dammen aan de oevers van meren door kruiend ijs (kistwerken), deze worden soms ook ijsdammen genoemd.

## Het proces van ijsdamvorming
Een ijsdam kan ontstaan op 2 manieren:
- doordat steeds meer ijs onder het vaste ijsdek komt vast te zitten: zgn. "freeze-up jam"
- tijdens een dooiperiode waarbij het vaste ijsdek wordt opgebroken en komt vast te zitten bij vernauwingen, zgn. "break-up jam".

Het break-up type zorgt doorgaans voor meer problemen dan het freeze-up type, omdat tijdens een dooiperiode veelal ook de rivierafvoer aan het toenemen is. Voor het freeze-up type is het Nederlandse klimaat echter zodanig dat de kou vaak niet intens en langdurig genoeg is om een erg dikke en compacte ijsplaat te vormen. Break-up jams komen meer voor in bredere rivieren en deze ijsdammen zijn ook massiever.
IJsdammen worden dus meestal gevormd door kruiend ijs. Als de dooi inzet breekt het ijsdek van de rivier en worden er losse ijsschotsen gevormd. Deze drijven met de stroming mee. Op plaatsen waar de rivier wat versmald is er te weinig oppervlakte om alle schotsen af te voeren en worden de schotsen tegengehouden. Het water stroomt onder de schotsen door, dus de stroming stopt niet; hierdoor blijft er aanvoer van nieuwe schotsen, waardoor de dam steeds hoger wordt (en door het gewicht ook steeds dieper gaat steken). Op een gegeven moment is de dam zo groot dat het doorstroomoppervlak onder de dam zo klein geworden is dat het water niet meer afgevoerd kan worden. De waterstand bovenstrooms van de dam gaat dan stijgen en kan zelfs hoger worden dan de dijkhoogte. Dit leidt dan tot dijkdoorbraak.
Een additionele oorzaak van ijsdamvorming is dat als een rivier bevroren is de "bodemweerstand" als het ware verdubbeld. Normaal heeft de stroming in een rivier een logarithmisch profiel, met een lage snelheid aan de bodem, en een hoge snelheid bij de oppervlakte. Onder een ijsdek is echter de snelheid onder het ijsdek ook laag. De afvoercapaciteit van een rivier onder een ijsdek is dus veel lager dan in een situatie zonder ijsdek. Dit geeft bovenstrooms een waterstandsverhoging. Deze extra druk geeft dat bij het breken van het ijsdek de vrijkomende schotsen met veel kracht afgevoerd gaan worden, en dat geeft dan extra problemen bij versmallingen.
In de internationale literatuur wordt veel gesproken over ice jam en frazil ice. Hier is dit vertaald als: ijsdam (strikt genomen wordt hiermee een opeenhoping van ijs bedoeld) respectievelijk sponsijs. Verder wordt onder kruien verstaan het over elkaar heen schuiven van ijsschotsen waardoor een opeenstapeling ontstaat (voorafgaand aan kruien moet een ijsdam of ijsplaat overigens wel eerst breken voordat ijsschotsen over elkaar heen kunnen schuiven). In plaats van kruien zullen de termen "schuiven" en "opstapelen" worden gebruikt, omdat deze eenduidiger de beide afzonderlijke processen aanduiden.

## Kans op ijsdammen in Nederland

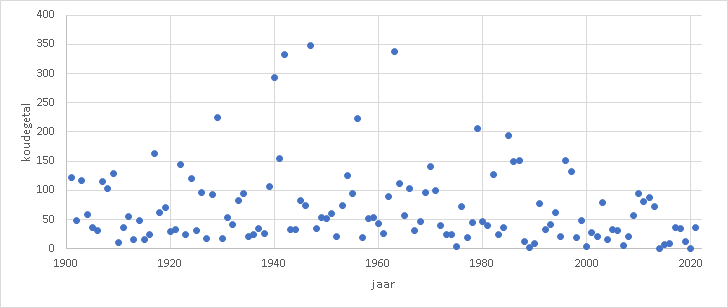
Het koudegetal in De Bilt 1900-2021

Volgens de Commissie Boertien in 1993 komen ijsdammen nog voor met een frequentie van eens per 9 jaar en zijn van het type freeze-up. Het breakup type wordt niet meer verwacht, omdat de afvoer sterk is verbeterd. Ook wordt aangegeven dat de kans op een vast ijsdek ongeveer 1x per 16,5 jaar is en dus is de kans op een ijsdam kleiner dan 1x per 16,5 jaar. Sinds 1960 is het aantal koude dagen sterk afgenomen (het koudegetal ligt sinds 2014 onder de 50). Maar door de lozing van koelwater is de watertemperatuur nog meer verhoogd. De kans op voorkomen van ijsdammen is daardoor aanzienlijk verkleind; het Maas- en Rijnwater is veel warmer. In de periode 2015-2019 komt de watertemperatuur nog maar zelden onder de 5°C. De kans op ijsdammen in de Rijn is hierdoor verwaarloosbaar klein geworden. De kans op ijsdammen in de Maas is weliswaar zeer klein, maar nog wel aanwezig door het voorkomen van obstakels in de rivier (de stuwen). Gebleken is dat bij een rivier de kans op ijsdammen heel klein is, als het Froudegetal {\displaystyle {\Bigl (}Fr={\frac {u}{\sqrt {gh}}}{\Bigr )}} groter is dan 0,15. Hierin is u de stroomsnelheid in de rivier en h de waterdiepte. Door een rivierverbetering uit te voeren (d.w.z. een brede, vlechtende rivier te versmallen tot een enkele stroomvoerende geul) wordt de waterdiepte weliswaar groter, maar ook neemt de stroomsnelheid daardoor toe. Het Froudegetal neemt daardoor toe, en dus de kans op ijsdammen af. 
|                   | Rijn bij Lobith | Rijn bij Lobith | Maas bij Eijsden | Maas bij Eijsden |
|                   | 1910-1914       | 2015-2019       | 1911-1914        | 2015-2019        |
| Jaargemiddelde °C | 11,0            | 13,8            | 12,1             | 14,2             |
| Aantal dagen/jaar |                 |                 |                  |                  |
| Lager dan 5 °C    | 69              | 21              | 44               | 12               |
| Hoger dan 20 °C   | 20              | 93              | 32               | 88               |
| Hoger dan 25 °C   | 0               | 5               | 1                | 4                |

## IJsdammen in Noord-Amerika
Deze alinea of een eerdere versie ervan is een (gedeeltelijke) vertaling van het artikel ice jam op de Engelstalige Wikipedia, dat onder de licentie Creative Commons Naamsvermelding/Gelijk delen valt. Zie de bewerkingsgeschiedenis aldaar.

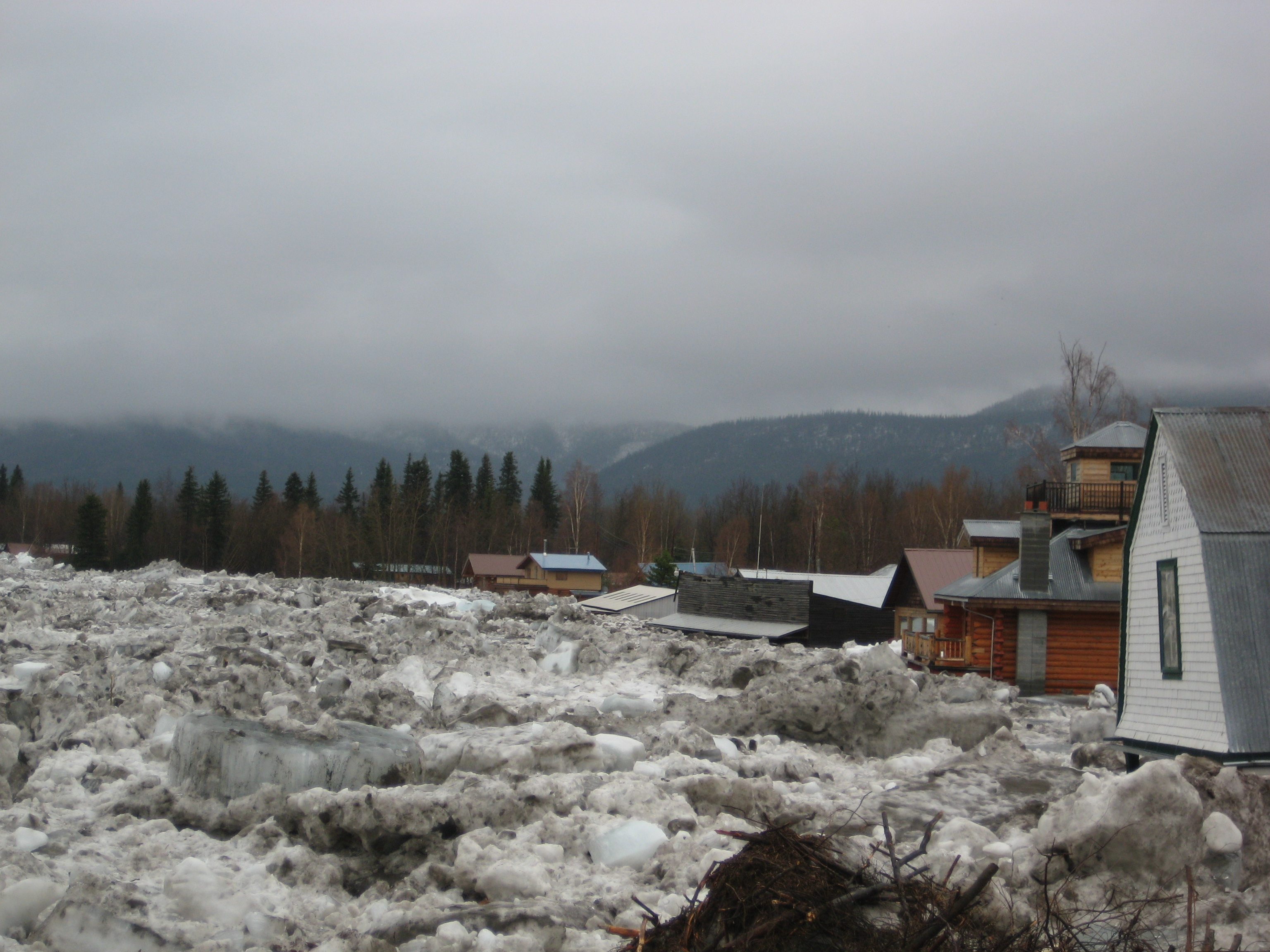
Schade in Eagle door de ijsdam van 2009

Op het noordelijk halfrond hebben  naar het noorden stromende rivieren de neiging om meer ijsdammen te vormen, omdat de zuidelijke riviersecties eerder ontdooien en het ijs stroomafwaarts getransporteerd wordt naar het nog bevroren noordelijke deel.  In Noord-Amerika zijn de belangrijkste oorzaken van ijsdammen:
- De ijsschotsen kunnen een dam vormen die bovenstroomse gebieden onder water zet, zoals gebeurde bij de overstroming van de Red River van 2009 en de overstromingen in Alaska in 2009. In Alaska  waren er in 2009 een groot aantal overstromingen als gevolg van een abnormaal grote sneeuwval en een abnormaal grote temperatuurstijging in het voorjaar. Dit resulteerde in een zeer grote hoeveelheid smeltwater; het negatieve effect hiervan werd verergerd door het ontstaan van ijsdammen die catastrofale overstromingen veroorzaakten. De overstromingen van de Yukon in de stad Eagle (mei 2009) zijn een voorbeeld van een catastrofale overstroming die zeldzamer is dan waarop de (Amerikaanse) norm gebaseerd is.
- De dam kan doorbreken en een plotselinge vloedgolf ontstaat en overstroomt de benedenstroomse gebieden. Dit vond onder andere plaats bij de St. Lawrence in 1848.

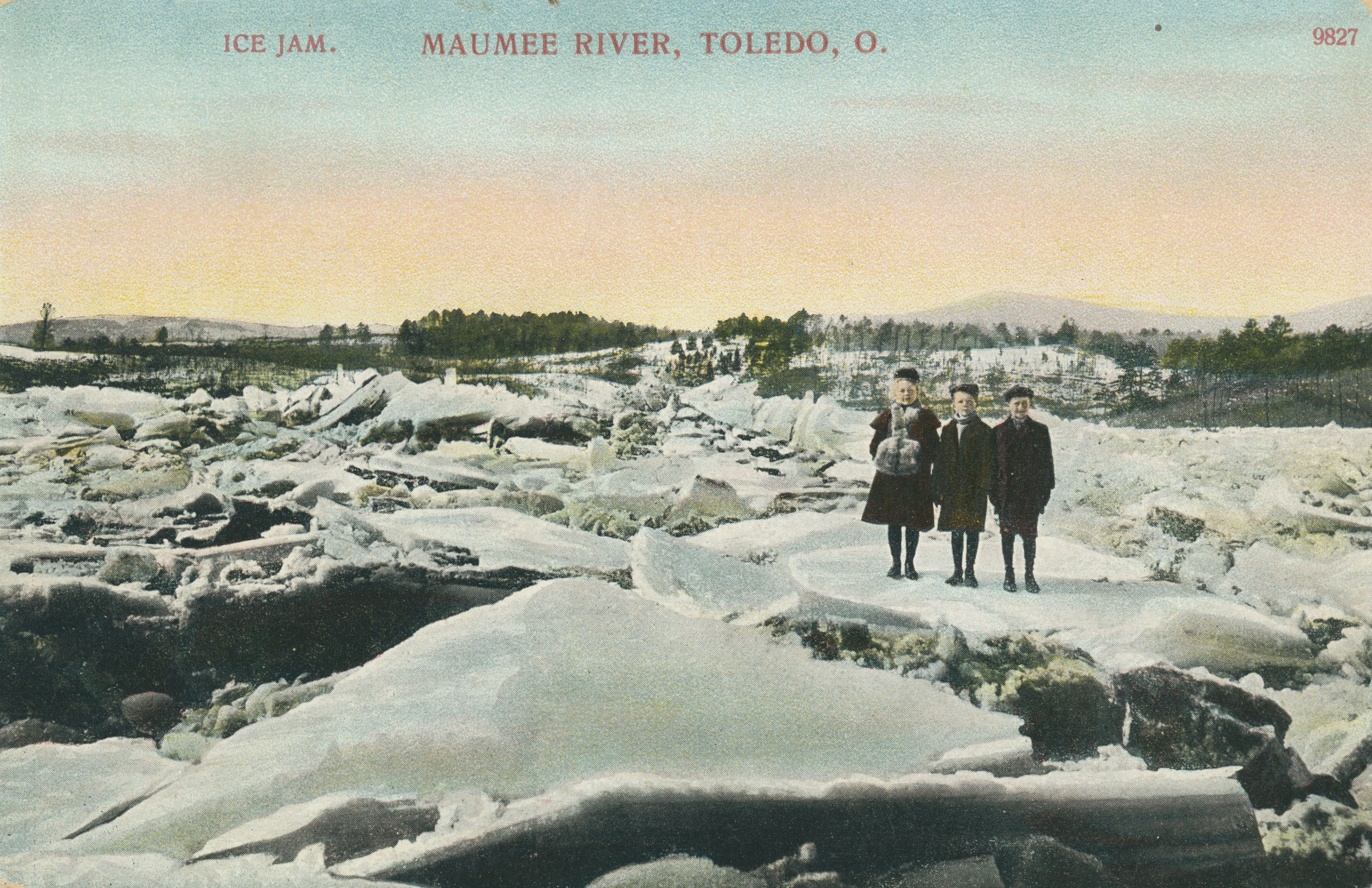
IJsdam, Maumee River, Toledo (Ohio) (VS)

## Historische ijsdammen in Nederland
In het verleden waren er in Nederland vaak ijsdammen. De (nog niet genormaliseerde) rivieren hadden een breed bed met daarin veel ondiepe geulen. Tijdens ijsgang liepen de ijsschotsen daar regelmatig in vast en konden zo ijsdammen vormen. Deze dammen zorgden voor een verhoging van de waterstand bovenstrooms en daardoor ook vaak dijkdoorbraken. Zo is bijvoorbeeld de Haarsteegse Wiel in 1610 ontstaan.
De Oprechte Haerlemse Dingsdaegse Courant van december 1697 meldt dat op 27 december "tusschen Werckendam en Hertogsvelt is een Ysdam geschotern en 't Water zoo hoog opgeswollen, dat by Dalem ingebroken is en op de Kruyn aen 't Eynde in deze Stadt gestaen heeft : Indien de korte en lange Dijck met geen Dammen voorsien waren geweest, soude het Water over deselve de gehele Dortse Waert overgelopen hebben : Men hoopt, dat d'Ysdam sal doorschieten; want andersints blijft men in groote gevaer."
In het lexicon van Wigardus à Winschoten uit 1681 is al opgenomen: IJsgang, een sterke drift van ijs, dat door de stroom voort gedreven werd, dat is seer gevaarlijk voor dammen en dijken, want het wel gebeurd, dan het ijs daar door, als toorens soo hoog, op malkander kruid, en een ijsdam verwekt; waar door het waater gestopt sijnde, oover de dijken heen spoeld, en een inbreuk veroorsaakt. 
Diverse kranten melden ijsdammen in 1726 in de Merwede en de Lek, die tot overstromingen geleid hebben in de Alblasserwaard en de Krimpenerwaard. In 1729 was het weer raak met ijsdammen in de Waal tussen Dodewaard en Dalem. In 1784 was er een overstroming bij Druten die ook zijn oorsprong vond in een ijsdam. In de kroniek van Jan Wagenaar uit 1792 wordt een groot aantal doorbraken door ijsdammen vermeld, bijvoorbeeld die van 1755 bij Grave.
In 1809 was er een grote overstroming die voor een deel ook terug te voeren is op ijsdammen. Bij deze overstromingsramp was er voor het eerst in Nederland een nationale hulpactie, mede georganiseerd door koning Lodewijk Napoleon. De watersnood van 1861 in de Bommelerwaard en in het Land van Maas en Waal waren ook deels veroorzaakt door ijsdammen. Zie ook de illustratie boven op deze bladzijde.
Mede door de normalisatiewerken in de Waal en Rijn in de 19e eeuw is het aantal IJsdammen in deze tijd sterk verminderd, maar ze kwamen met name op de Maas nog wel voor.
Een gedetailleerd overzicht van de ijsdammen die in de winter van 1916/1917 gevormd zijn is te vinden in het rapport van ir. Ramaer. Er zijn toen tijdens het inzetten van de dooi ijsdammen gevorm bij Ewijk (21-2-1917) en bij Slijk-Ewijk (23-2-1917). Met name de dam bij Ewijk heeft geleid tot een verhoging van de waterstand bij Nijmegen in de orde van 3 m. Dit heeft niet geleid tot een doorbraak van de dijken. Ramaer concludeert in zijn verslag dat het opblazen van de ijsdammen en van een ijsdek weinig  bijdraagt, omdat de ijdammen geen van allen tot de bodem zijn gegroeid en daarom de afvoer nergens volledig hebben gestopt.
De ijsgang in de Rijn en de Waal van 1929 en 1940 heeft wel tot waterstandsverhogingen in die rivieren geleid, maar niet tot de vorming van ijsdammen. Deze waterstandsverhogingen waren het gevolg van de toename van de hydraulische weerstand van de onderkant van het ijs, waardoor de afvoercapaciteit afnam.

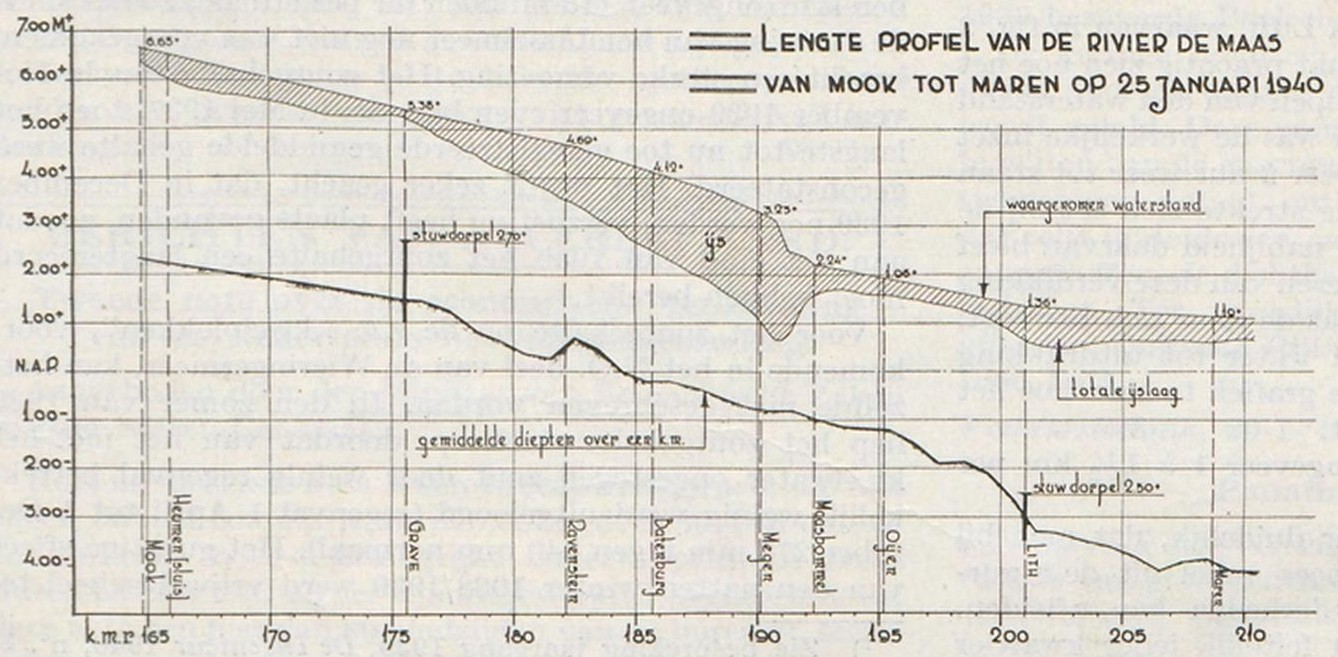
Lengteprofiel van de Maas in 1940

In de winter van 1940 is er in de Maas zware ijsgang geweest. Op dat moment waren de rivierverbeteringswerken benedenstrooms van Grave gereed, maar het deel bij Mook nog niet.  Daardoor ontstond een sterk verhang op de oude, niet verbeterde rivier boven Mook en had dus ook een sterke afzuiging plaats van het drijfijs van dat oude gedeelte naar de verbeterde rivier. Beneden Grave neemt het verhang nog toe, terwijl in de stuw aldaar een stroomversnelling optreedt, doordat de drempel betrekkelijk hoog ligt ten opzichte van de nieuwe bodem. Een en ander was zeer bevorderlijk voor de verwijdering van het ijs, omdat het in de eerste plaats snel wordt afgevoerd, maar bovendien in de stuw te Grave radicaal gebroken wordt. In het riviergedeelte beneden Grave kon dus een enorme massa ijs worden geborgen, ook nadat het zich nog verder stroomafwaarts reeds had vastgezet.
Op de overgang van bovenrivier naar benedenrivier juist aan het boveneinde van de bocht tussen Megen en Maasbommel heeft zich een grote ijsverdikking gevormd, die op het lengteprofiel is aangegeven. Dit is een aanzet tot de vorming van een ijsdam, een freeze-up dam. Echter voordat deze verstopping volledig kon uitgroeien tot een dam werd de waterdruk zo groot dat de dam in de stroomrichting verschoven werd, en het benedenstroomse ijsdek brak.

### IJsbestrijding in Nederland
De Republiek der Zeven Verenigde Nederlanden kende een zwak federaal staatsgezag; de provincies traden vrijwel autonoom op. Zo was het waterstaatsbestuur in handen van regionale en lokale waterschappen. Alleen de rivieren stonden onder direct gezag van de provincie. Bij ontstentenis van een sterk staatsgezag was er geen sprake van gecentraliseerde ijsbestrijding. IJsbestrijding was veeleer een lokale en regionale aangelegenheid. Indien het verdedigingsstelsel van de Republiek dat vereiste werden militairen ingezet. Inundatie was een standaard onderdeel van de verdediging, dus ijsvorming in de rivier was een gevaar, de vijand kon dan de inundatie omzeilen. Om deze reden werd al in de 17e eeuw het leger ingezet voor ijsbestrijding. In 1794 lukte dit niet door aanhoudende vorst, en daardoor konden de Franse troepen onder leiding van generaal Pichegru Nederland bezetten.

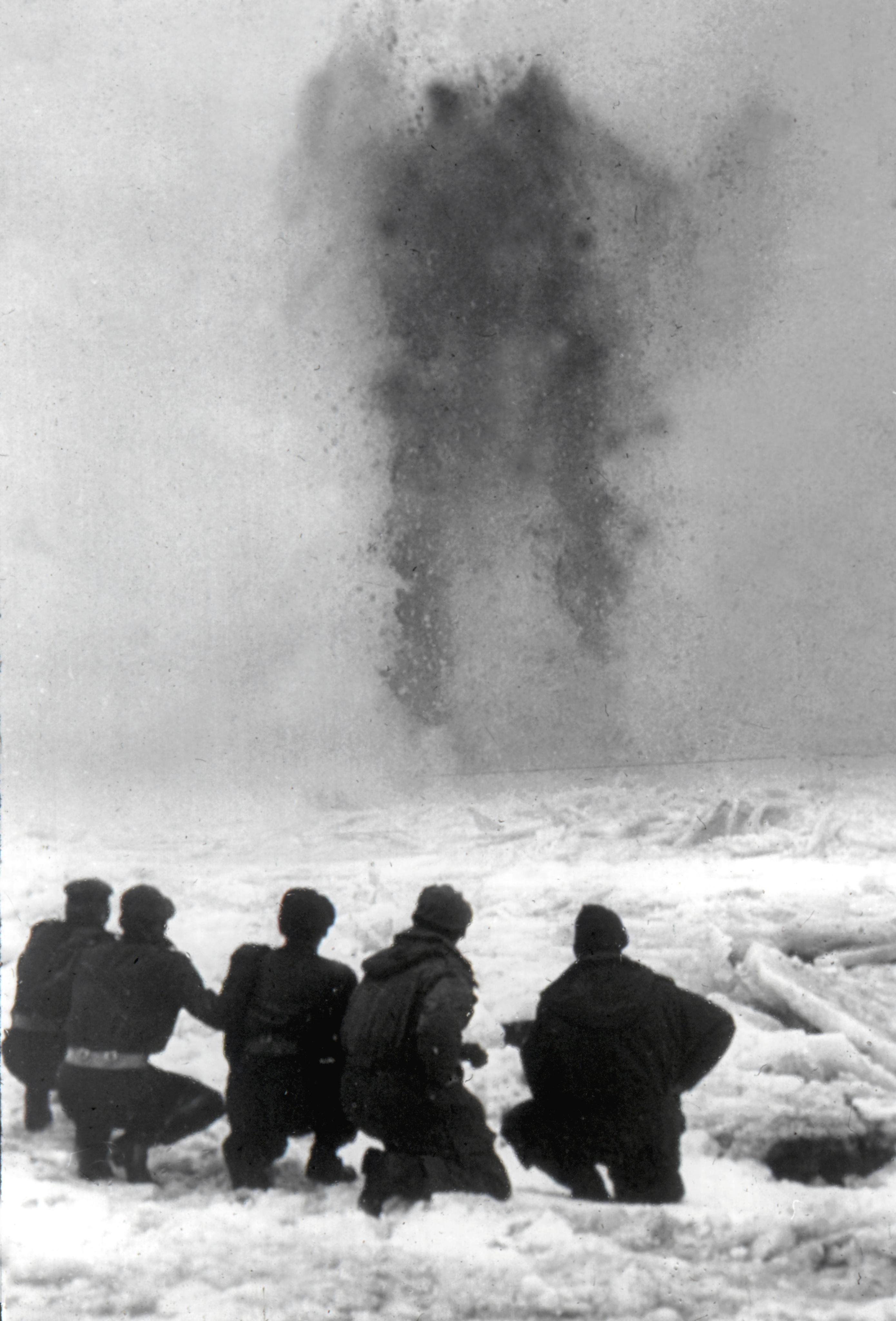
Opblazen van een ijsdam met dynamiet, vermoedelijk rond 1940

In het begin werden meestal kanonnen ingezet om de ijsdammen te beschieten, maar dat werkte lang niet altijd en gaf veel schade aan de omgeving. In 1771 zijn door de artillerieofficier Olans NIcolai Degemans pogingen gedaan om ijsdammen op te blazen met buskruit. Dit leidde toen nog niet tot resultaten, maar de ervaringen hiermee hebben wel geleid tot het standaard inzetten van explosieven in latere jaren, zoals tijdens de vorst van 1881. In de winter van 1880-1881 werd voor het eerst geëxperimenteerd met dynamiet. Buskruit gaf echter veel betere resultaten omdat het dynamiet te hevig en te plaatselijk was. Dynamiet, schietkatoen, trotyl, en TNT zijn brisante springstoffen; snel en hevig ontploffend. Buskruit rekent men tot de niet-brisante springstoffen. De ontploffing van dynamiet leverde slechts een gat op van enkele meters zonder scheurvorming in het ijs, wat bij buskruit wel het geval was. In die tijd werden ook ramschepen ingezet. Dit waren schepen die ontworpen waren om vijandelijke schepen door rammen tot zinken te brengen, en die hadden een verzwaarde boeg. Voor normale ijsbedekking werkte dit redelijk goed (feitelijk als een moderne ijsbreker), maar voor ijsdammen niet. De schepen liepen daarin vast.
Tot de Tweede Wereldoorlog werd de genie ingezet om IJsdam en op te blazen, zoals ook beschreven in de roman "Het wassende water" van Herman de Man:
Gouw nam de Dijkgraaf schikkingen. Een bode motorde naar Vreeswijk, alwaar de Genie gewaarschuwd wier. Met enkele mannen traden ze op den ijsdam. De geälarmeerde ingenieur van Waterstaat die al eer was overgekomen, liet opmetingen doen en toen de explosiesectie van de Genie op fietsen ter plaatse was, konden al dâlijk drie mijnen ingehakt worden. Zes uur in den morgen sprongen die dynamietmijnen. En nog geen uur daarna was er schot in den ijsdam, die daar zoo hoog getast weer ingevroren was, na den vorigen korten dooi. 
In 1812 publiceerde Zillesen een plan om de overlast door ijsdammen te voorkomen door bij dit soort hoge waterstanden het water door een soort duiker af te voeren naar de polder en daardoor de druk op de dijk te verminderen.

## Kistwerken
Kistwerken zijn opstapelingen van ijsschotsen langs oevers en bij obstakels in bochten. Deze ijsplaten worden soms door de stromingskracht of door de wind over de dijk heen geduwd en leiden dan tot grote schade aan objecten achter de dijk. Zie voor verder informatie het artikel kruiend ijs.